# Condado de Benavente
El condado de Benavente es un título nobiliario español de carácter hereditario que fue concedido por el rey Enrique III de Castilla mediante una albalá fechado el 17 de mayo de 1398 a favor de Juan Alonso Pimentel, caballero portugués al servicio de la Corona de Castilla, a quien había concedido meses antes los señoríos de Benavente, Villalón y Mayorga, y era por matrimonio señor de Vinhais y Braganza, en la comarca de Alto Trás-os-Montes, en Portugal. Se trata de uno de los títulos de la Casa de Benavente.
El condado fue elevado a Ducado de Benavente en 1473 por Enrique IV de Castilla a favor de Rodrigo Alonso Pimentel, IV conde de Benavente. A partir de entonces los titulares combinaron ambos títulos como conde-duque de Benavente. Junto con otros 24 títulos, el condado de Benavente es uno de los primeros Grandes de España de inmemorial que  se consideran fueron reconocidos en 1520 por el emperador Carlos V.
Su nombre hace referencia al municipio de Benavente, en la provincia de Zamora (Castilla y León), y su actual poseedora es Ángela María de Solís-Beaumont y Téllez-Girón, duquesa de Osuna.

## Condes de Benavente
- Juan Alonso Pimentel (ca. 1349-1420),[3] I conde de Benavente, hijo de Rodrigo Alfonso Pimentel[4] y de Lorenza Vázquez de Fonseca y casado en 1377 con Juana Téllez de Meneses, hija ilegítima de Martín Alfonso Téllez de Meneses y de Senhorina Martins y media hermana de la reina Leonor Téllez de Meneses.[5][4]
- Rodrigo Alonso Pimentel (f. 1440), II conde de Benavente, Contrajo matrimonio con Leonor Enríquez de Mendoza, hija de Alfonso Enríquez, almirante de Castilla.[6]
- Alonso Pimentel y Enríquez (f. 1461), III conde de Benavente.
- Rodrigo Alonso Pimentel (1441-1499), IV conde-I duque de Benavente.
- Continúa como ducado de Benavente